# Morten Wieghorst
Morten Wieghorst, född 1971, är en dansk före detta fotbollsspelare som numera är tränare. Under 2013/14 var han assisterande tränare i Swansea City.

## Spelarkarriär
Morten Wieghorst började sin karriär med Lyngby FC med vem han vann danska cupen år 1990 och danska mästerskapet år 1992, innan han 21 år gammel såldes till skotska Dundee. I december 1995 såldes han till skotska storklubben Celtic, där han var med till att vinna mästerskapet säsongen 1997/98 tillsammans med bland andra Henrik Larsson.
År 2000 drabbades Wieghorst av den sällsynta sjukdomen Guillain-Barrés syndrom (GBS), som kännetecknas av förlamning i armar och ben. Han lyckades dock kämpa sig tillbaka till fotbollsplanen, där han gjorde comeback för Celtic i november 2001. Efter 10 år i Skottland, hämtades Wieghorst sommaren 2002 hem till Danmark och Brøndby av nyblivna tränaren Michael Laudrup och blev en viktig kugge i Laudrups lagbygge som kulminerade i Wieghorsts tredje och sista säsong, där Brøndby vann danska dubbeln.
Morten Wieghorst debuterade i danska landslaget med ett mål i sin debut år 1994 och spelade under de följande 10 åren 30 landskamper. Han deltog bland annat vid Världsmästerskapet i fotboll 1998, där han blev utvisad i andra gruppspelsmatchen mot Sydafrika endast tre minuter efter att han blivit inbytt. När han även utvisades i EM-kvalifikationsmatchen mot Italien (28 minuter efter att ha blivit inbytt och gjort mål) blev han den första dansken någonsin som blivit utvisad i två landskamper. Han utsågs till Årets fotbollsspelare i Danmark år 2003.

## Tränarkarriär
År 2005 slutade Wieghorst sin aktiva karriär och blev assisterande tränare i FC Nordsjælland. Efter endast ett år som assisterande blev han chefstränare och berömdes både för sina resultat, sin underhållande spelstil och att han med framgång använde sig av så många unga talanger. Efter att ha vunnit danska cupen två år i rad (2010, 2011), tackade Wieghorst ja till erbjudandet att ta över som chefstränare för Danmark U21 sommaren 2011. 
Den 8 februari 2013 presenterades Wieghorst som ny assisterande manager för Michael Laudrup i Swansea City AFC. Wieghorst hade tidigare spelat ihop med Laudrup i danska landslaget, haft honom som tränare i Brøndby samt varit tränare för hans son Andreas Laudrup i FC Nordsjælland. 
Sommaren 2014 utsågs Wieghorst som ny chefstränare i AGF Aarhus som han tog tillbaka till Superligaen i sin första säsong. Han fick sparken halvvägs inne i sin andra säsong efter oöverensstämmelser med klubbens ledning. I början av januari 2017 präsenterades Wieghorst som ny chefstränare för Aalborg BK.